# Pseudoniphargus pityusensis
Pseudoniphargus pityusensis is een vlokreeftensoort uit de familie van de Allocrangonyctidae. De wetenschappelijke naam van de soort is voor het eerst geldig gepubliceerd in 1990 door Pretus.